# Casa de Albert Kahn
La Casa de Albert Kahn se encuentra en 208 Mack Avenue en Midtown Detroit, Míchigan, dentro del distrito Brush Park. Actualmente es la sede de la Detroit Urban League. La casa fue designada Sitio Histórico del Estado de Míchigan en 1971 y se incluyó en el Registro Nacional de Lugares Históricos en 1972.

## Historia
En 1906, el arquitecto Albert Kahn construyó una casa para su uso personal en Brush Park. En 1921, Kahn agregó un baño a la suite principal. En 1928, a medida que crecían sus conexiones comerciales y sociales, Kahn añadió un ala para albergar su biblioteca y colección de arte.
Kahn vivió en la casa desde 1906 hasta su muerte en 1942. La Liga Urbana de Detroit obtuvo el edificio dos años después. Continúan usándolo para sus oficinas.

## Arquitectura
La casa de Kahn es una casa neorrenacentista inglesa de dos pisos, pero con un aspecto moderno. El primer piso está revestido de ladrillo con molduras de piedra gris. El segundo piso está estucado y el techo es de pizarra. Los materiales de la fachada enfatizan las líneas horizontales, mientras que un grupo de ventanas enfatiza la vertical. Dos buhardillas a dos aguas interrumpen la línea del techo en el frente de la casa. Un arco de piedra rodea la entrada de la avenida Mack y está labrado con el diseño floral de Kahn.
La casa está insonorizada y es ignífuga, con cada piso construido de hormigón armado con traviesas de madera encima, soportando los pisos de madera terminados. En el primer piso, el vestíbulo y el comedor están terminados en paneles y el estudio está terminado en mitad de madera y mitad de yeso. Una cocina y cuarto de servicio también se encuentran en el primer piso. 
El segundo piso originalmente albergaba cinco dormitorios, dos baños y una sala de costura; la renovación de 1921 agregó un baño. El ático originalmente tenía un sirviente adicional, pero luego fue renovado para albergar dos habitaciones y un baño. La expansión de 1928 agregó una gran galería al primer piso, con un nuevo garaje detrás. Sobre la galería y el garaje hay un dormitorio adicional para invitados, un estudio y un baño, y una cama y un baño adicionales para el servicio.